# Skeletal Remains
Skeletal Remains ist eine US-amerikanische Death-Metal-Band aus Whittier, Kalifornien, die im Jahr 2011 unter dem Namen Anthropophagy gegründet wurde.

## Geschichte
Die Band wurde im Mai 2011 unter dem Namen Anthropophagy von Gitarrist und Sänger Chris Monroy, Gitarrist Mike De La O und Schlagzeuger Chris Reyes gegründet. Im Juni begab sich die Band ins Studio, um das Demo Desolate Isolation aufzunehmen, das drei Lieder umfasste und ein Cover des Pestilence-Liedes Chronic Infection enthielt. Während der Aufnahmen verließ Mike De La O die Band, sodass neben Monroy Schlagzeuger Reyes die noch fehlenden Gitarrenspuren einspielte. Nach der Veröffentlichung kamen Adrius Marquez als Bassist und Adrian Obregon als neuer Gitarrist zur Band, woraufhin sich die Gruppe in Skeletal Remains umbenannte. Im November 2012 veröffentlichte die Band ihr Debütalbum Beyond the Flesh über FDA Rekotz/Soulfood und spielte im Juli und August des Folgejahres auf einigen Festivals in Europa. Im August 2015 veröffentlichte die Band ihr zweites Album Condemned to Misery.
Mit dem dritten Album Devouring Mortality, dass im April 2018 erschien, erreichte die Gruppe ihre erste Chartplatzierung in den deutschen Albumcharts, wo das Werk auf Platz 96 einstieg.

## Stil
Die Band spielt klassischen Death Metal, der an die Musik von Asphyx, Death und Pestilence erinnert.

## Diskografie
als Anthropophagy
- 2011: Desolate Isolation (Demo, Eigenveröffentlichung)

als Skeletal Remains
- 2012: Beyond the Flesh (Album, FDA Rekotz/Soulfood)
- 2015: Condemned to Misery (Album, FDA Rekotz/Soulfood)
- 2018: Devouring Mortality (Album)
- 2020: The Entombment of Chaos (Album)
- 2024: Fragments of the Ageless (Album, Century Media Records)